# Hartvig Caspar Christie (fysiker)
Hartvig Caspar Christie, född den 1 december 1826 i Trondhjem, död den 3 mars 1873 i Kristiania, var en norsk naturvetenskapsman, brorson till Wilhelm Frimann Koren Christie, farfar till Hartvig Caspar Christie.
Christie tog 1848 mineralogisk ämbetsexamen och var några år anställd vid Kongsbergs silververk, därefter som lärare i Kristiania. 1859 blev han lektor i fysik vid universitetet (sedan 1866 med titeln professor) och 1860 tillika lärare i fysik, geognosi och mineralogi vid krigshögskolan.   
Christie inlade stor förtjänst om den tekniska undervisningens främjande och om det industriella livets utveckling i Norge, men drogs in i så många saker, som inte hade med vetenskapen att göra, att hans rika begåvning därför inte kom till sin rätt. 
Av hans  litterära arbeten kan nämnas Lærebog i fysik (2 band,  1864-65) och Lærebog i fysik for middelskolen (1871, 4:e upplagan 1882; översatt till finska och svenska, i 2:a upplagan, 1878, bearbetad av K.M. Lindeberg).